# بخت

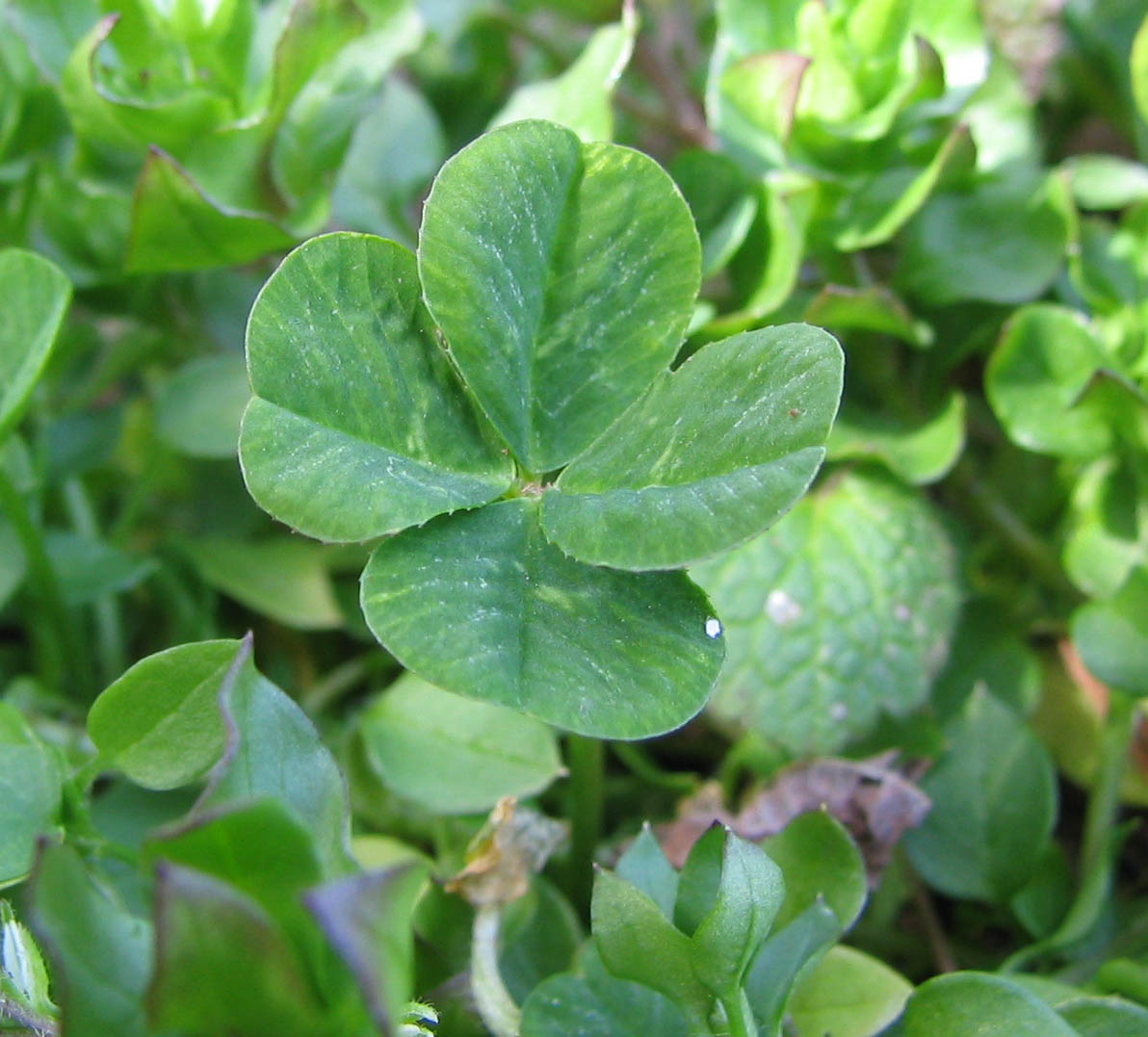
شبدر چهار برگ اغلب بعنوان نشانی از خوش‌شانسی در نظر گرفته شده‌است.

بَخت، اِقبال، شانس یا چَنس می‌تواند بد یا خوب باشد. آنچه به‌عنوان شانس رخ می‌دهد، خارج از مهارت فرد است و بدون توجه به اراده، قصد، یا نتیجهٔ مورد نظر است. دیدگاه فرهنگ‌ها نسبت به بخت از احتمال و تصادف تا ایمان و خرافه متفاوت است. برای نمونه، رومیان برای تجسّم شانس به الهه فورتونا معتقد بودند.بخت و شانس از واژه‌هایی است که گاهی در بین مردم به‌کار می‌رود. واژه بخت بیشتر ریشه در ادبیات و شعر و فرهنگ عامه دارد.واژه شانس نیز یک وام‌واژه از زبان فرانسوی است. در افغانستان چانس به کار می‌رود که از انگلیسی وام گرفته شده‌است.

## مهره مار
بعضی از افراد اعتقاد دارند کسی که مهرهٔ مار داشته باشد برایش شانس می‌آورد. که از لحاظ علمی این موضوع اثبات نشده‌است.

## نگارخانه

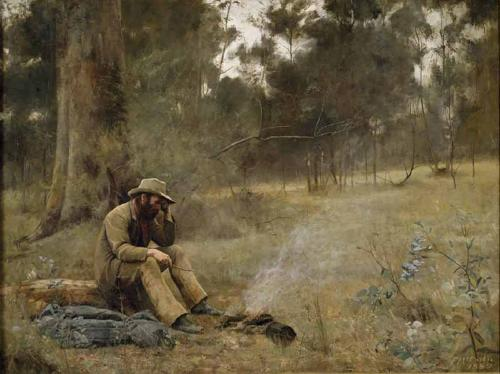
بخت‌برگشته اثر فردریک مک‌کوبین